# Jérôme (évêque de Wrocław)
Pour les articles homonymes, voir Jérôme.
Jérôme (en polonais Hieronim) est un évêque de Wrocław, décédé en 1062.
Le diocèse de Wrocław avait disparu en 1038 à la suite de la révolte des païens et à l’attaque de la ville par les Tchèques du prince Břetislav Ier.
Lorsque Jérôme a accepté sa charge en 1046, il s’est retrouvé dans une situation inconfortable. Il ne bénéficiait pas du soutien de Gniezno qui ne retrouvera son statut d’archidiocèse qu’en 1076. Tous les documents du diocèse ont été détruits ou ont disparu. Les structures administratives qui avaient été mises en place n’existaient plus.
Jérôme n’avait probablement pas un siège permanent à Wrocław. Sa nomination n’avait pas été reconnue par Břetislav Ier qui était hostile à l’autonomie du diocèse de Wrocław. La partie méridionale du diocèse (avec Opava, Głubczyce et Krnov) avait d’ailleurs été annexée par la Bohême et avait été incorporée au diocèse de Prague, puis au diocèse d’Olomouc en 1063. 
Jérôme a rempli sa mission en sillonnant la Silésie, de place forte en place forte, essayant de diffuser le christianisme dans une région encore très païenne. 